# Cameron Diaz' filmografi
Cameron Diaz er en amerikansk skuespillerinde, der har medvirket i over 40 film i løbet af hendes karriere, som strækker sig over to årtier. Diaz, der oprindeligt var model, fik sin filmdebut i komedien The Mask (1994). Efterfulgt af biroller i flere independt film og komedier, såsom My Best Friend's Wedding (1997), hun har så hovedrollen som Mary i hitkomedien There's Something About Mary (1998), som gav hende en Golden Globe Award- nominering for Best Lead Actress in a Comedy or Musical . Hun blev efterfølgende castet til Spike Jonzes surrealistiske fantasyfilm Being John Malkovich (1999), som gav hende hendes en anden Golden Globe-nominering, samme år medvirkede hun i Oliver Stones sportsdrama Any Given Sunday (1999).
Diaz ville fortsætte med at optræde i højprofilerede film i begyndelsen af 2000'erne, såsom Charlie's Angels (2000) og dens efterfølger, Charlie's Angels: Full Throttle (2003), såvel som at lægge stemme til Princess Fiona i Shrek- serien (2001-2010). Hun ville modtage yderligere to Golden Globe Award-nomineringer for bedste kvindelige birolle for sine roller i Cameron Crowes Vanilla Sky (2001) og Martin Scorseses periodefilm Gangs of New York (2002).
I slutningen af 2000'erne og begyndelsen af 2010'erne fortsatte Diaz med at spille hovedrollen i adskillige komedier såsom What Happens in Vegas (2008), Bad Teacher (2011) og What to Expect When You're Expecting (2012). Hun medvirkede også i den psykologiske gyserfilm The Box (2009) og actionfilmen The Green Hornet (2011). Diaz havde en birolle i Ridley Scotts krimi-thriller The Counselor (2013), efterfulgt af en hovedrolle i komedien Sex Tape (2014) og musical-komedien Annie (2014), en filmatisering af Broadway-musicalen af samme navn. Efter hendes optræden i Annie, annoncerede Diaz i 2018, at hun officielt havde trukket sig tilbage fra skuespil, men kilder kunne rapportere, at Cameron vil genoptage sin rolle som prinsesse Fiona i den mulige kommende femte Shrek-film. 

## Film
| År   | Titel                                                                     | Rolle                                   | Noter             |
| ---- | ------------------------------------------------------------------------- | --------------------------------------- | ----------------- |
| 1994 | The Mask                                                                  | Tina Carlyle                            |                   |
| 1995 | The Last Supper                                                           | Jude                                    |                   |
| 1996 | She's the One                                                             | Heather Davis                           |                   |
| 1996 | Feeling Minnesota                                                         | Freddie Clayton                         |                   |
| 1996 | Head Above Water                                                          | Nathalie                                |                   |
| 1997 | Keys to Tulsa                                                             | Trudy                                   |                   |
| 1997 | My Best Friend's Wedding                                                  | Kimmy Wallace                           |                   |
| 1997 | A Life Less Ordinary                                                      | Celine Naville                          |                   |
| 1998 | Fear and Loathing in Las Vegas                                            | Tv-reporter                             | Cameo             |
| 1998 | There's Something About Mary                                              | Mary Jensen                             |                   |
| 1998 | Very Bad Things                                                           | Laura Garrety                           |                   |
| 1999 | Being John Malkovich                                                      | Lotte Schwartz                          |                   |
| 1999 | Any Given Sunday                                                          | Christina Pagniacci                     |                   |
| 2000 | Things You Can Tell Just by Looking at Her                                | Carol Faber                             |                   |
| 2000 | Charlie's Angels                                                          | Natalie Cook                            |                   |
| 2001 | The Invisible Circus                                                      | Faith                                   |                   |
| 2001 | Shrek                                                                     | Princess Fiona (stemme)                 |                   |
| 2001 | Vanilla Sky                                                               | Julie Gianni                            |                   |
| 2002 | The Sweetest Thing                                                        | Christina Walters                       |                   |
| 2002 | Gangs of New York                                                         | Jenny Everdeane                         |                   |
| 2002 | Slackers                                                                  | Sig selv                                | Cameo             |
| 2002 | Minority Report                                                           | Kvinde i tog                            | Ukrediteret cameo |
| 2003 | Charlie's Angels: Full Throttle                                           | Natalie Cook                            |                   |
| 2004 | Shrek 2                                                                   | Princess Fiona (steme)                  |                   |
| 2005 | In Her Shoes                                                              | Maggie Feller                           |                   |
| 2006 | The Holiday                                                               | Amanda Woods                            |                   |
| 2007 | Shrek the Third                                                           | Princess Fiona (stemme)                 |                   |
| 2008 | What Happens in Vegas                                                     | Joy McNally                             |                   |
| 2009 | My Sister's Keeper                                                        | Sara Fitzgerald                         |                   |
| 2009 | The Box                                                                   | Norma Lewis                             |                   |
| 2010 | Shrek Forever After                                                       | Princess Fiona (stemme)                 |                   |
| 2010 | Knight and Day                                                            | June Havens                             |                   |
| 2011 | The Green Hornet                                                          | Lenore Case                             |                   |
| 2011 | Bad Teacher                                                               | Elizabeth Halsey                        |                   |
| 2012 | What to Expect When You're Expecting                                      | Jules                                   |                   |
| 2012 | Gambit                                                                    | PJ Puznowski                            |                   |
| 2012 | A Liar's Autobiography: The Untrue Story of Monty Python's Graham Chapman | Sigmund Freud (stemme)                  |                   |
| 2013 | The Counselor                                                             | Malkina                                 |                   |
| 2013 | The Unbelievers                                                           | Sig selv                                | Dokumentarfilm    |
| 2013 | In a World...                                                             | Sig selv i trailer for The Amazon Games | Ukrediteret cameo |
| 2014 | The Other Woman                                                           | Carly Whitten                           |                   |
| 2014 | Sex Tape                                                                  | Annie Hargrove                          |                   |
| 2014 | Annie                                                                     | Miss Hannigan                           | Sidste filmrolle  |

## Tv
| År        | Titel                   | Rolle                   | Noter                                          |
| --------- | ----------------------- | ----------------------- | ---------------------------------------------- |
| 1998–2014 | Saturday Night Live     | Sig selv / vært         | 4 afsnit                                       |
| 2005      | Trippin'                | Sig selv                | 10 afsnit; also executive producer             |
| 2007      | Shrek the Halls         | Princess Fiona (stemme) | Tv-special                                     |
| 2009      | Sesame Street           | Sig selv                | 3 afsnit                                       |
| 2010      | Scared Shrekless        | Princess Fiona (stemme) | Tv-special                                     |
| 2014      | Bad Teacher             | N/A                     | 13 afsnit; Producer                            |
| 2020      | The Drew Barrymore Show | Sig selv                | Afsnit: "Cameron Diaz, Lucy Liu, Adam Sandler" |

## Computerspil
| År   | Titel            | Stemme       | Noter |
| ---- | ---------------- | ------------ | ----- |
| 2003 | Charlie's Angels | Natalie Cook |       |

## Forlystelsesparker
| År   | Titel     | Rolle                   |
| ---- | --------- | ----------------------- |
| 2003 | Shrek 4-D | Princess Fiona (stemme) |